# Jozo Laušić
Jozo Laušić (Kreševo, župa Radobilja,  16. siječnja 1936. − Zagreb, 29. travnja 2002.), hrvatski književnik, romanopisac, esejist, putopisac, dramski pisac, lektor, znanstveni suradnik i novinar. Stariji je brat hrvatskog povjesničara Ante Laušića.

## Životopis
U rodnom Kreševu je išao u osnovnu školu i u obližnjem Šestanovcu.

Srednje školovanje je imao u Splitu, gdje je pohađao klasičnu gimnaziju. 

Studirao je u Zagrebu, gdje je na Filozofskom fakultetu diplomirao je komparativnu književnost.
Radio je kao suradnik u časopisima, splitskom "Vidiku" i zagrebačkoj "Republici", novinar u "Vjesniku" te je bio korektorom, znanstvenim suradnikom i urednikom u izdavačkoj kući "Naprijed".
Najviše je pisao romane, radio-drame, pripovjednu prozu, članke, kritike, eseje. Radio je i adaptacije djela drugih književnika ("Kratki izlet" Antuna Šoljana, (Olovni slog Milana Mirića za emitiranje na radiju ).
Njegov prvi rad bila je novela objavljena u splitskom "Vidiku", gdje je bio dijelom prvog naraštaja književnika okupljenog oko tog časopisa. U istome su u to vrijeme djelovali i tiskali svoja djela Mate Ganza, Igor Zidić, Zvonimir Mrkonjić, Tonči Petrasov Marović, Zvonimir Buljević, Vjeran Zuppa i Igor Mandić. 
Njegovi romani čine pentalogiju, nadovezuju se jedan na drugoga, ali mogu se čitati i samostalno, odvojeno.
U svojim romanima opisuje svijet i sudbine ljudi iz Zagore, s time što mu se radnje i odvijaju uglavnom u Zagori, pridružujući se time krugu kojem su pripadnici i Dinko Šimunović, Mirko Božić, Vjekoslav Kaleb.
O njegovom radu su pisali i drugi književnici, a bio je i temom broja časopisa "Republika".
Bio je članom Uprave Društva hrvatskih književnika (ondašnjeg "Društva književnika Hrvatske") koja je 13. rujna 1989. pismom Udruženju književnika Srbije oštro reagirala na velikosrpske izjave čelnih ljudi tog udruženja (Bećkovića i Dobrice Ćosića). Istodobno, ista Uprava DKH je obznanila Izjavu o napadajima na državnost i teritorijalni integritet SRH (kao reakcija na intervjue Dobrice Ćosića i Isakovića u kojemu su doveli u pitanje državno-pravnu opstojnost Hrvatske), u kojoj su tražili od Sabora SRH i Predsjedništva SRH da se "nedvosmisleno i odlučno izjasne o navedenim istupima".
Kao književnik je vjerovao da "književnost ima smisla jedino kao etičko i estetičko poslanje u svome narodu". Pripovjedački stil mu je takav da bi mnogima izgledao pomalo starinski, no istovremeno je pripovijedao "na začudno moderan način, toliko da se na njegovim prozama može poučavati što je stvarni tok svijesti kao književni postupak".

## Djela
- romani:
  - Kostolomi (1960.),
  - Opsada (1965.)
  - Samostan (napisan 1971., policijski razvaljen tiskarski slog 1973.), (2000.)
  - Bogumil (1983.)
  - Jaram (1988.)
  - Klačina (1970., 2. inačica 1989.)
  - Sutoka (1996.)

- radiodrame:
  - Magarac (1976.), izvedena 25. studenog 2007. u emisiji "Panoptikum" 2. programa Hr. radija
  - Pemzija (1976.), izvedena u emisiji "Panoptikum" Radio-Zagreba
  - Zubalo (1976.)
  - Lovci, farsa, (1984.)
  - Spomenik, TV-monodrama, uprizorena u Imotskom, na pozornici Narodnog sveučilišta
  - Izbavitelj (1991.)

- novele:
  - Susret (1954.) (objavljena u časopisu "Vidik")

- drame:
  - Bogotvorci (1991.)

- putopisi:
  - Stećci u Firenzi, izvedena na Radio-Zagrebu, 2. program

- ekranizirana djela:
  - Pemzija, ekranizirana 1978. i prikazana na Televiziji Zagreb 22. srpnja 1978. u 18:40 na 1. programu[5]

1971. godine mu je roman "Samostan" u slogu policijski razvaljen, a 1973. nakon što je ipak tiskan, zabranjen. Isti roman su zbog "provokativna naziva" "spontano odbili" tiskati djelatnici tiskare. 
1989. godine je tiskao drugu inačicu romana "Klačina".

## Nagrade
Dobitnik je godišnje nagrade "Vladimir Nazor" za književnost 1996. godine.
1960. godine je njegov roman "Kostolomi" bio u najužem krugu za NIN-ovu nagradu za roman godine.

## Vanjske poveznice
- Vijenac br.215/2002.  Arhivirana inačica izvorne stranice od 19. svibnja 2011. (Wayback Machine) Milan Mirić: Sjećanje: Jozo Laušić (1936. – 2002.) - Uporna misao i pouzdana namjera, 30. svibnja 2002., pristupljeno 30. rujna 2010.
- Matica hrvatska - Knjige  Arhivirana inačica izvorne stranice od 22. kolovoza 2007. (Wayback Machine) Jozo Laušić - Samostan
- Članak u "Vjesniku"[neaktivna poveznica] od 28. kol 2002.
- In memoriam u "Slobodnoj Dalmaciji" od 3. svibnja 2002. Jakše Fiamenga